# Nadezhdiana villosa
Nadezhdiana villosa är en skalbaggsart som beskrevs av Cherepanov 1976. Nadezhdiana villosa ingår i släktet Nadezhdiana och familjen långhorningar. Inga underarter finns listade i Catalogue of Life.